# Helmut Pardon
Helmut Pardon (* 15. März 1923 in Recklinghausen; † 22. Januar 1985) war ein deutscher Politiker der SPD.

## Ausbildung und Beruf
Helmut Pardon absolvierte nach der Volksschule eine Ausbildung als Maschinenhauer unter Tage. In diesem Beruf war er bis 1963 tätig. Ab 1963 war er kaufmännischer Angestellter.

## Politik
Helmut Pardon war seit 1946 Mitglied der SPD. Er war Mitglied des Stadtverbandsvorstandes und seit 1967 Ortsvereinsvorsitzender. Als Mitglied der Industriegewerkschaft Bergbau und Energie wirkte er seit 1946, Betriebsrat war er von 1955 bis 1978. Von 1965 bis 1969 fungierte er als Bürgerschaftsvertreter in Recklinghausen. Mitglied des Rates der Stadt Recklinghausen war er seit 1969, hier stellvertretender Fraktionsvorsitzender der SPD von 1972 bis 1975 und seit 1975 Fraktionsvorsitzender.
Helmut Pardon war vom 28. Mai 1975 bis zum 22. Januar 1985 direkt gewähltes Mitglied des 8. und 9. Landtages von Nordrhein-Westfalen für den Wahlkreis 096 Recklinghausen-Stadt bzw. für den Wahlkreis 085 Recklinghausen V.